# The Mask of Fu Manchu
The Mask of Fu Manchu (br: A máscara de Fu Manchu) é um filme estadunidense de 1932, do gênero aventura, dirigido por Charles Brabin e por Charles Vidor, não creditado.
É considerado o melhor filme dos anos 1930 em que aparece o vilão chinês Fu Manchu, célebre personagem do romancista inglês Sax Rohmer.

## Sinopse
Exploradores ingleses estão na pista do túmulo secreto de Genghis Khan, onde esperam encontrar as lendárias espada dourada e máscara do conquistador. Sabem que o maléfico Doutor Fu Manchu também está interessado nessas peças, com o intuito de usá-las para dominar os povos orientais. Os exploradores não evitam os traiçoeiros ataques do vilão mas o ardiloso Nayland Smith consegue enganar temporariamente Fu Manchu com peças falsas. O vilão não desiste e rapta um dos exploradores, hipnotizando-o para que lhe traga as verdadeiras relíquias.

## Elenco principal
- Boris Karloff.... Dr. Fu Manchu
- Lewis Stone.... Nayland Smith
- Karen Morley.... Sheila
- Charles Starrett.... Terrence Granville
- Myrna Loy.... Fah Lo See
- Jean Hersholt.... Von Berg
- Lawrence Grant.... Sir Lionel Barton
- David Torrence.... McLeod

## Controvérsia
Durante seu lançamento inicial, The Mask of Fu Manchu foi criticado pelo governo chinês e a embaixada chinesa em Washington lançou uma queixa formal contra o filme por sua representação hostil dos chineses. O discurso onde Fu Manchu diz aos seus seguidores "mate o homem branco e tome suas mulheres!" foi apontado por fortes críticas.
Alguns outros críticos também se opuseram às representações de violência e sexualidade do filme. O relançamento do filme, em 1972, foi recebido com protestos pela Liga dos Cidadãos Nipo-Americanos, que afirmou que "o filme foi ofensivo e humilhante para os asiático-americanos". Devido a essas críticas, a versão de 1992 do VHS do filme removeu várias cenas contendo as linhas de diálogo mais criticadas, como o discurso "mate o homem branco" e as cenas de Myrna Loy em um frenesi orgiástico enquanto assistia a uma tortura com chicoteamento. Os últimos lançamentos em DVD deste filme pela Warner Bros restauraram as cenas supracitadas.